# Noorderpershuis
Het Noorderpershuis in Antwerpen is een bouwwerk uit 1878 gebouwd volgens plannen van Gustave Royers in opdracht van de stad Antwerpen. Het pershuis bevindt zich aan de Oostkaai van de Kattendijkdok in de haven van Antwerpen. In het bouwwerk werd water door stoomturbines onder druk gebracht om de sluisdeuren en bruggen te openen. Het was een hydraulische krachtcentrale die 161 kranen, 10 sluizen, 12 bruggen, een hijsbok, een wagonlift en 35 kaapstanders in de Antwerpse haven van energie voorzag. Het pershuis bediende het gebied van de Bonapartesluis tot de Royerssluis. Sinds 1976 is het pershuis niet meer actief, maar sinds 2017 heeft de Antwerpse Brouw Compagnie haar brouwerij in dit gebouw ondergebracht.
Het gebouw werd bij besluit van 10 maart 2007 erkend als monument van onroerend erfgoed.
Aan de Waalse kaai bevindt zich de pendant van het Noorderpershuis, het tot cultureel centrum verbouwde Zuiderpershuis.